# U. V. Swaminatha Iyer Library

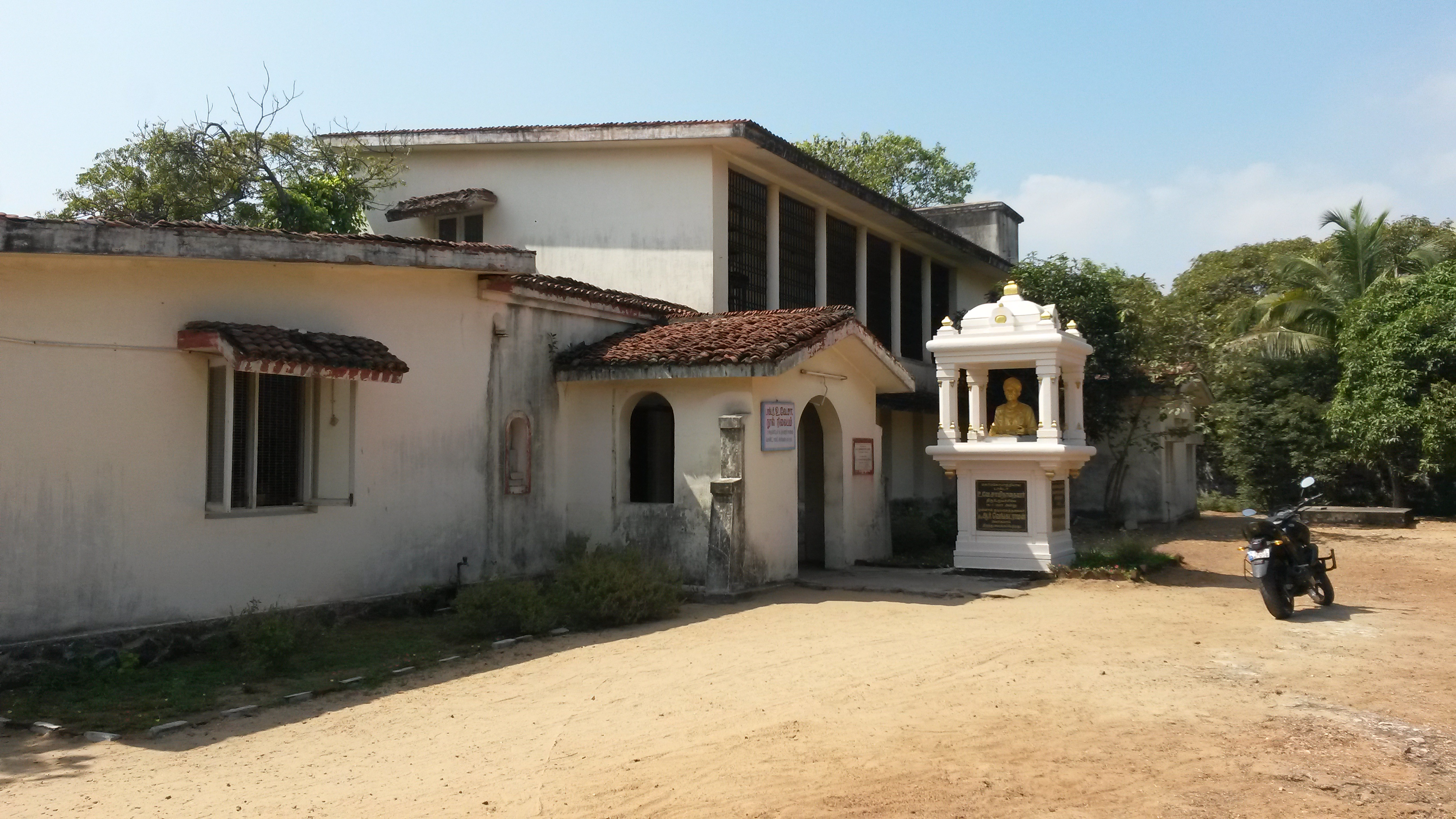
Die U. V. Swaminatha Iyer Library

Die U. V. Swaminatha Iyer Library (UVSL) (Tamil: உ. வே.சாமிநாதையர் நூல் நிலையம்) ist eine Bibliothek in Chennai (Madras), der Hauptstadt des indischen Bundesstaates Tamil Nadu. Sie besitzt eine bedeutende Sammlung von tamilischen Manuskripten.
Die U. V. Swaminatha Iyer Library geht auf den Nachlass U. V. Swaminatha Iyers (1855–1942) zurück. Dieser edierte im späten 19. und frühen 20. Jahrhundert zahlreiche Werke der klassischen Tamil-Literatur, die zuvor nur in Manuskriptform erhalten gewesen waren. Dadurch trug er maßgeblich zur Wiederentdeckung der Sangam-Literatur und der Epen Sivagasindamani, Silappadigaram und Manimegalai bei. Für seine Textausgaben sammelte Swaminatha Iyer zahlreiche Palmblattmanuskripte an verschiedenen Orten Tamil Nadus. Nach seinem Tod gründete sein Sohn Kalyanasundaram Iyer mit Unterstützung der Theosophin Rukmini Devi Arundale 1943 die U. V. Swaminatha Iyer Library. Den Grundstock der Sammlung bildete U. V. Swaminatha Iyers Manuskript- und Buchsammlung. Die Bibliothek befand sich anfangs auf dem Gelände der Theosophische Gesellschaft Adyar in Chennai. 1967 zog sie an ihren heutigen Standort auf dem Campus der Kalakshetra Foundation im Stadtteil Besant Nagar.
Die U. V. Swaminatha Iyer Library besteht in privater Trägerschaft, erhält aber Zuwendungen von der Regierung des Bundesstaates Tamil Nadu. Sie besitzt heute rund 2.200 Palmblattmanuskripte, 850 Papiermanuskripte und 33.000 Bücher. Neben der Government Oriental Manuscript Library (ebenfalls in Chennai) und der Saraswati Mahal Library in Thanjavur gehört sie zu den wichtigsten Sammlungen von tamilischen Handschriften.